# Le Pouvoir (série télévisée)
Pour les articles homonymes, voir The Power.
Ne doit pas être confondu avec Power (série télévisée).
Le Pouvoir (The Power), est une série télévisée dramatique britannique créée par Naomi Alderman, sortie le 31 mars 2023 sur Amazon Prime Video.
Il s'agit de l'adaptation du roman Le Pouvoir de Naomi Alderman, publié en 2016.

## Synopsis
Dans un monde où les femmes ont acquis le pouvoir de générer de l'électricité, nous suivons plusieurs personnages. Tunde est un journaliste du Nigeria qui montre les impacts de ce phénomène à travers le monde. Nous suivons aussi Roxy, une jeune fille issue d'un gang criminel londonien ; Allie, qui grâce à son pouvoir devient un modèle religieux important alors qu'elle est orpheline ; et Margot, politicienne qui compte bien faire changer la place des femmes dans la société avec son pouvoir. Comment ce changement de position dans la relation homme femme va changer la société ?

## Distribution

### Acteurs principaux
- Toni Collette (VF : Brigitte Berges ; VQ : Anne Dorval) : Margot Cleary-Lopez[2]
- Auliʻi Cravalho (VF : Sarah Brannens ; VQ : Estelle Fournier) : Jos Cleary-Lopez[3]
- John Leguizamo (VF : Serge Faliu ; VQ : Louis-Philippe Dandenault) : Rob[4]
- Toheeb Jimoh (en) (VF : Sourou Ouadodji ; VQ : Irdens Exantus) : Tunde[4]
- Ria Zmitrowicz (VF : Claire Baradat ; VQ : Fanny-Maude Roy) : Roxy Monke[4]
- Halle Bush (VF : Camille Gondard ; VQ : Élisabeth Smith) : Allie[4]
- Nico Hiraga (VF : Hervé Grull) : Ryan[4]
- Heather Agyepong (en) (VF : Aurélie Konaté) : Ndudi[4]
- Daniela Vega (VF : Marie Bouvier) : Sœur Maria[4]
- Eddie Marsan (VF : Gérard Darier) : Bernie Monke[5]
- Archie Rush (VF : Martin Faliu) : Darrell Monke
- Gerrison Machado (VF : Jean-Cyprien Chenberg) : Matt Cleary-Lopez
- Pietra Castro (VF : Charlotte Hennequin) : Izzy Cleary-Lopez
- Zrinka Cvitešić (VF : Angélique Rivoux) : Tatiana Moskalev[6]
  - Eliza-Maria Agrosoaie (VF : Jaynélia Coadou) : Tatiana jeune

### Acteurs secondaires
- Adina Porter (VF : Virginie Emane) : la Voix
- Josh Charles (VF : Pierre Tessier) : Daniel Dandon[2]
- Edwina Findley (en) (VF : Corinne Wellong) : Helen[6]
- Jacob Fortune-Lloyd (VF : Julien Portugais) : Ricky Monke[6]
- Juliet Cowan (en) : Barbara Monke
- Ana Ularu : Zoia[7]

### Invités
- Rob Delaney (VF : Emmanuel Curtil) : Tom[6]
- Alice Eve (VF : Chloé Berthier) : Kristen[6]
- Sam Buchanan (VF : Sébastien Baulain) : Terry Monke
- Simbi Ajikawo : Adunola[6]

- Version française

- - Société de doublage : Deluxe Media Paris
  - Direction artistique : Claire Guyot
  - Adaptation des dialogues : Marianne Whiteside

 Source et légende : version française (VF) sur RS Doublage et le carton doublage en fin d'épisode.

## Production
La série a été commandée directement par Amazon en février 2019.
Leslie Mann a été initialement castée dans le rôle de Margot Cleary-Lopez en octobre 2019. En février 2020, Rainn Wilson a obtenu le rôle de Daniel Dandon, mais a été remplacé par Tim Robbins en janvier 2021. En mai 2022, Leslie Mann et Tim Robbins quittent le projet et sont remplacés respectivement par Toni Collette et Josh Charles.
Les coûts de production de la série s'élèvent à plus de 100 millions de dollars, une somme particulièrement importante alors qu'elle n'a pas réussi à se hisser parmi les 10 programmes en streaming les plus visionnés aux États-Unis.

## Épisodes
1. Un avenir meilleur est entre vos mains (A Better Future is in Your Hands)
2. Le monde est à feu et à sang (The World is on Fu*king Fire)
3. Un nouvel organe (A New Organ)
4. La Journée des filles (The Day of the Girls)
5. Le vairon écarlate (Scarlet Minnow)
6. Le courant passe (Sparklefingers)
7. Baptême (Baptism)
8. Juste une fille (Just a Girl)
9. La Forme du pouvoir (The Shape of Power)